# Samuel T. Cohen
Pour les articles homonymes, voir Samuel Cohen et Cohen.
Samuel T. Cohen est un physicien américain né le 25 janvier 1921 à Brooklyn (New York) et mort le 28 novembre 2010 à Los Angeles (Californie).
Après avoir obtenu son doctorat de physique à l'université de Californie à Los Angeles, il y a travaillé pour le projet Manhattan à partir de 1944 puis à la RAND Corporation en 1950. Il est connu pour avoir inventé l'ogive W70, ainsi que la bombe à rayonnements renforcés ou bombe à neutrons.